# Sâmbăta Nouă
Sâmbăta Nouă – wieś w Rumunii, w okręgu Tulcza, w gminie Topolog. W 2011 roku liczyła 587 mieszkańców.